# Ołtarz Koronacji Marii
Ołtarz Koronacji Najświętszej Marii Panny – późnogotyckie retabulum ołtarza głównego, datowane na lata 1511–1517, przypisywane Mistrzowi Michałowi z Augsburga i jego warsztatowi. Znajduje się w prezbiterium bazyliki Mariackiej w Gdańsku. Dzieło waży trzy tony i ma pięć metrów wysokości.

## Dzieje
Obecne retabulum jest trzecią nastawą ołtarzową w tym miejscu. Pierwszy z nich znany jest ze źródła poświadczającego fundację kaplicy Św. Bartłomieja „hinder den hogen altare” [za ołtarzem głównym]. Kolejny ołtarz główny, dedykowany Marii, świętym Piotrowi i Pawłowi, Janowi Chrzcicielowi i Janowi Ewangeliście został wykonany w latach 1473-76, który wedle kroniki Jakuba Lubbe był bogato rzeźbiony i złocony. W 1516 roku to retabulum zostało zdemontowane, a następnie przeniesione do kościoła w Wocławach. W 1729 roku ołtarz uległ pożarowi.
Koncepcja wzniesienia nowego ołtarza została opracowana w 1508 roku, a więc sześć lat po całkowitym ukończeniu budowy głównomiejskiej fary. Jan Sculthes, proboszcz kościoła, a także pełniący urząd prokuratora Gdańska przy Stolicy Apostolskiej ubiegał się o uzyskanie odpustu od ówczesnego papieża Leona X, który udzielił go gdańszczanom dwukrotnie, w 1508 i 1516 r. W 1511 zawarto kontrakt z Mistrzem Michałem. 25 stycznia 1517 roku ołtarz umieszczono w prezbiterium Mariackiej świątyni. W tymże samym roku zostały dodatkowo dostawione dwa stałe skrzydła malowane tworzące odwrocie retabulum. Tego samego roku narodziła się reformacja, a Mistrz Michał opowiedział się za naukami Lutra, przy czym przyjął radykalną postawę, m.in. uczestniczył w powstaniu ludowym, które wybuchło w Gdańsku w 1522 roku. Ołtarz Mariacki ocalał. Wykonany z drewna, kamienia, złota i srebra późnogotycki ołtarz uznawano za najwspanialszy na Pomorzu Wschodnim i w Prusach. W 1539 roku wmurowano do wschodniej ściany mensy relief z Modlitwą w Ogrojcu. W czasie walk miasta ze Stefanem Batorym zdobiące ołtarz srebrne figury apostołów przetopiono na monety. W 1804 roku usunięto gotyckie zwieńczenie ołtarza (które zdobiły m.in. srebrne rzeźby), zastąpione nowym o formach klasycyzujących. W 1866-1877 przeprowadzono konserwację retabulum, które otrzymało neogotyckie zwieńczenie, zdemontowane w 1936 r. Podczas II wojny światowej retabulum rozebrano i ewakuowano do Kadyn, jednakże uległo zdekompletowaniu. Po wojnie elementy ołtarza znalazły się w Muzeum Pomorskim w Gdańsku i składnicy muzealnej w Oliwie. Na jubileusz chrztu Polski i uroczystości milenijne retabulum (bez pary skrzydeł rzeźbionych) zostało ustawione na swoim dawnym miejscu. W latach 1980–1985 podjęto konserwację ołtarza i dostawiono skrzydła rzeźbione. W latach 2017–2018 przeprowadzono remont i konserwację zabytku, po których przywrócona zostanie funkcja zamykania skrzydeł. Prezentacja ołtarza po konserwacji nastąpiła 3 marca 2019.

## Wygląd

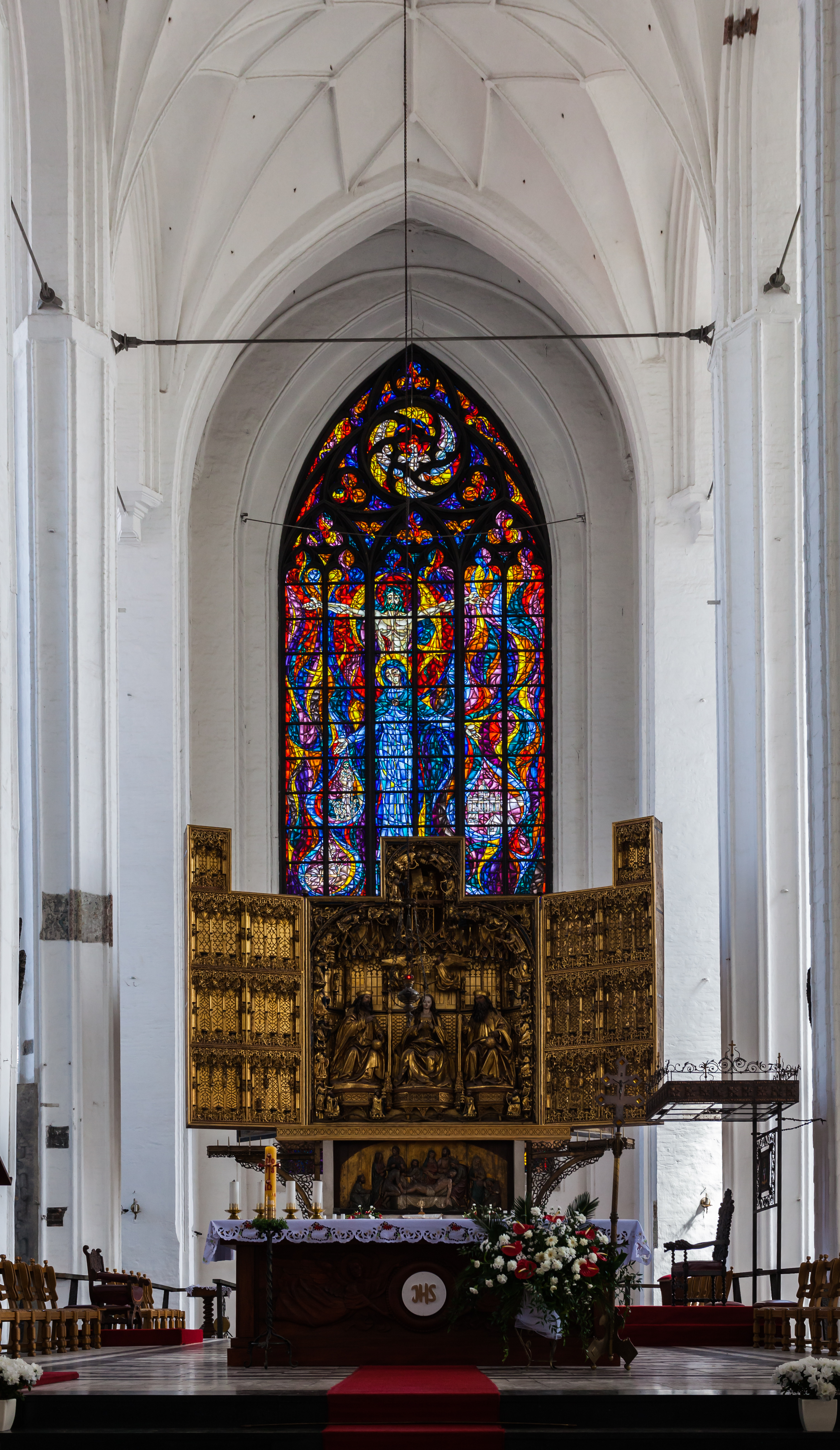
Ołtarz

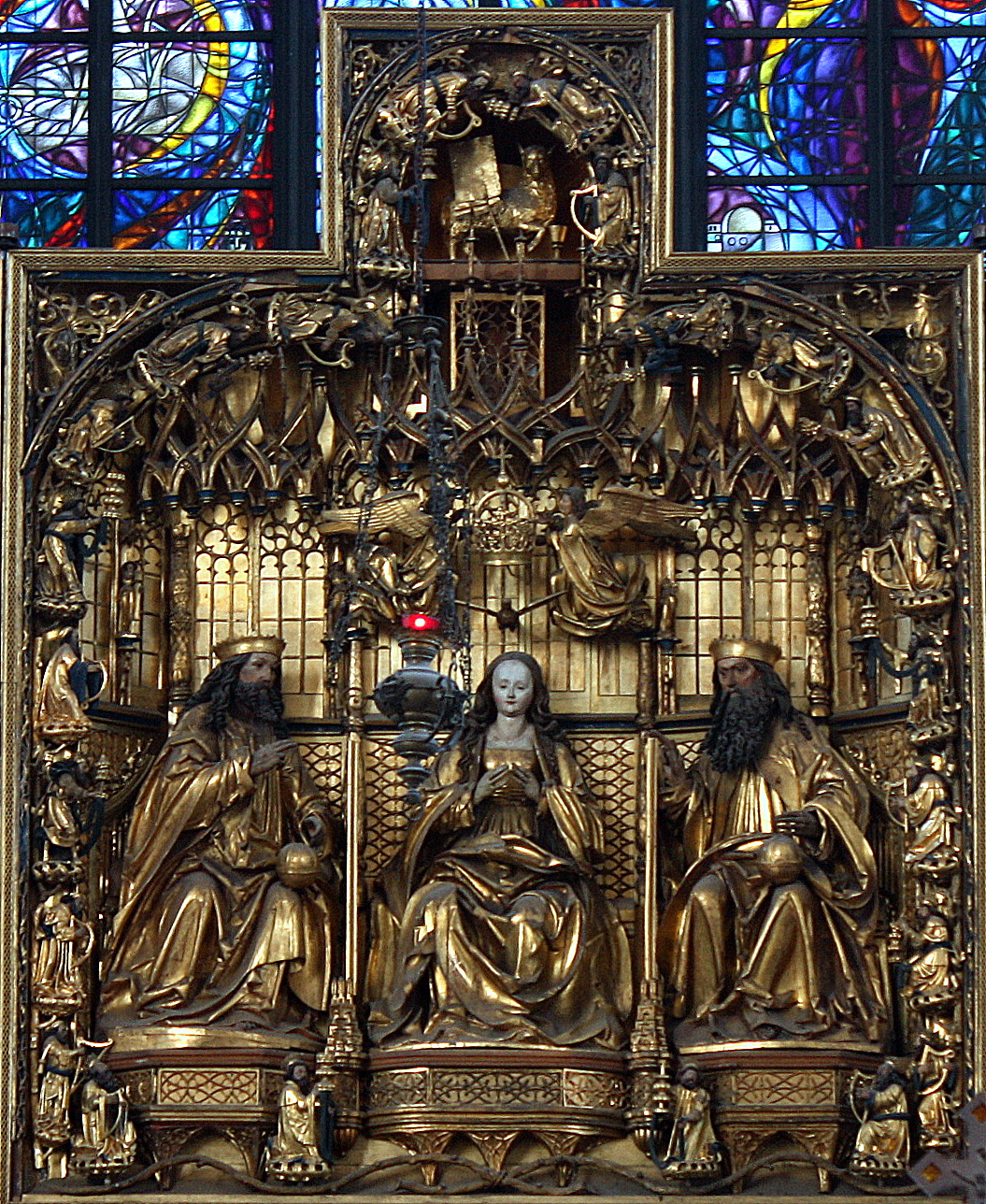
Koronacja Marii - centralna część ołtarza głównego

Ołtarz Koronacji Marii jest retabulum w formie poliptyku. Składa się z korpusu ustawionego na predelli oraz trzech par skrzydeł - jednej rzeźbionej i dwóch malowanych. Retabulum było wielokrotnie przebudowywane i konserwowane. Część rzeźb i malowideł zaginęła, niektóre zostały zastąpione wiernymi rekonstrukcjami.

### Część centralna
W części centralnej o wymiarach 489 x 390 cm, przedstawiona jest scena Koronacji Marii; na trójdzielnym tronie zasiadają ponad naturalnej wielkości postaci Chrystusa, Marii i Boga Ojca. Nad głową Marii unoszą się anioły trzymające koronę a pod nią wznosi się Gołębica Ducha Świętego Korpus jest obramiony rzeźbionym krzewem winnym na którym siedzi 24 starców Apokalipsy, którzy dzierżą m.in. instrumenty muzyczne i złote kadzielnice. 12 z nich to rzeźby autentyczne, drugie tyle zostało zrekonstruowanych.

### Skrzydła rzeźbione, ruchome
Awersy skrzydeł rzeźbionych tworzą bogato zdobione ornamentami kwatery, stanowiące tło dla 144 niewielkich, pełnoplastycznych figurek świętych, z których 11 ocalało do dziś. Na rewersach rzeźbione kwatery ukazujące wybrane wątki z życia Chrystusa i Marii. W lewym skrzydle, od góry sceny: Ofiarowanie NMP w świątyni, Zwiastowanie, 12-letni Chrystus w świątyni Jerozolimskiej, Chrystus Zmartwychwstały ukazuje się swej Matce. W skrzydle prawym, od góry, znajdują się sceny: Pokłon Trzech Króli, Boże Narodzenie, Zesłanie Ducha Świętego, Zaśnięcie NMP. W zwieńczeniu Nawiedzenie Marii, rozdzielone na dwie kwatery (częściowo zniszczone).

### Skrzydła malowane, ruchome

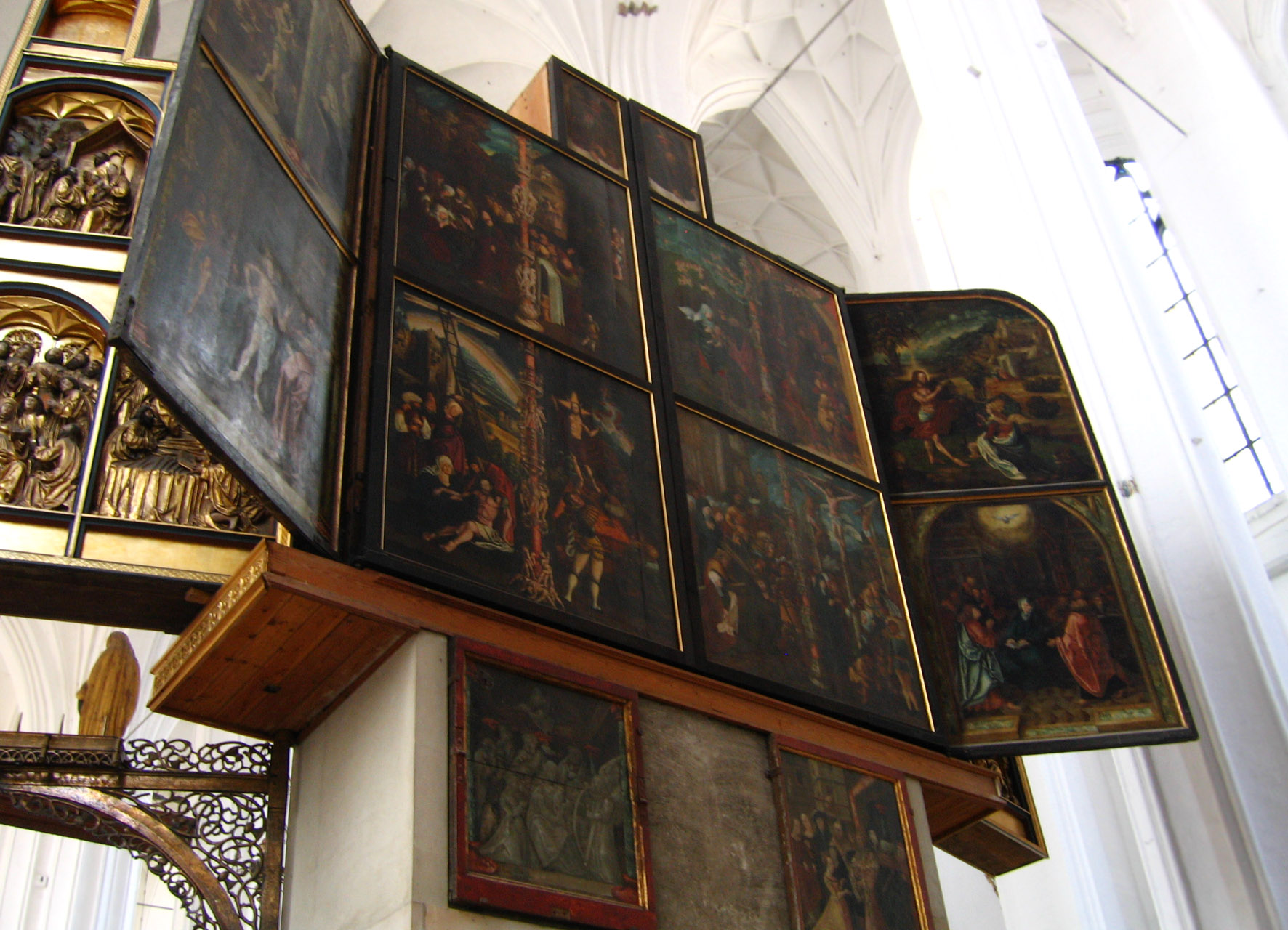
Tył ołtarza

Pozostałe części retabulum tworzą malowidła umieszczone w kwaterach dwóch par skrzydeł - ruchomych i nieruchomych (tworzą odwrocie ołtarza widoczne od strony wschodniej). Na awersach skrzydeł ruchomych znajdują się barwnie malowane epizody z życia Chrystusa. Na skrzydle ruchomym lewym od góry: Ucieczka do Egiptu, 12-letni Chrystus w świątyni, Niesienie krzyża i Ukrzyżowanie. Na skrzydle ruchomym prawym znajdują się od góry następujące sceny: Chrystus żegna się ze swą Matką, Ecce Homo, Zdjęcie z krzyża, Zmartwychwstanie. Na odwrotach ruchomych skrzydeł malowanych przedstawione są w technice en grisaille sceny z życia Marii oraz jej rodziców, Joachima i Anny. Na skrzydle lewym od góry: Ofiara św. Joachima, Widzenie św. Joachima, Maria jako dziewczynka wstępująca do świątyni, Zaślubiny Marii. Skrzydło prawe przedstawia od góry: Święty Joachim ze św. Anną przy Złotej Bramie, Narodziny Marii, Święty Józef przy pracy, Święta Rodzina w Egipcie.

### Skrzydła malowane, nieruchome
Skrzydła nieruchome mają po dwie kwatery a każda z nich zawiera tylko jedną scenę. Na awersach od góry, na skrzydle lewym: Zwiastowanie i Obrzezanie, na skrzydle prawym: Boże Narodzenie i Pokłon Trzech Króli. Na rewersach, które są widoczne od strony wschodniej - na skrzydle lewym od góry: Chrystus ukazuje się swej Matce i Niewierny Tomasz, na skrzydle prawym: Noli me tangere i Zesłanie Ducha Św. Sceny te malowane są techniką en grisaille. Kwatery odwrocia wzbogacone są licznymi motywami roślinnymi oraz personifikacjami cnót i planet a także postaci antyczne. W predelli przedstawienie Złożenia do Grobu z 1870 r. Z tylu, w podstawie ołtarza kamienna rzeźba z 1536, z przedstawieniem Ogrójca.

## Analiza

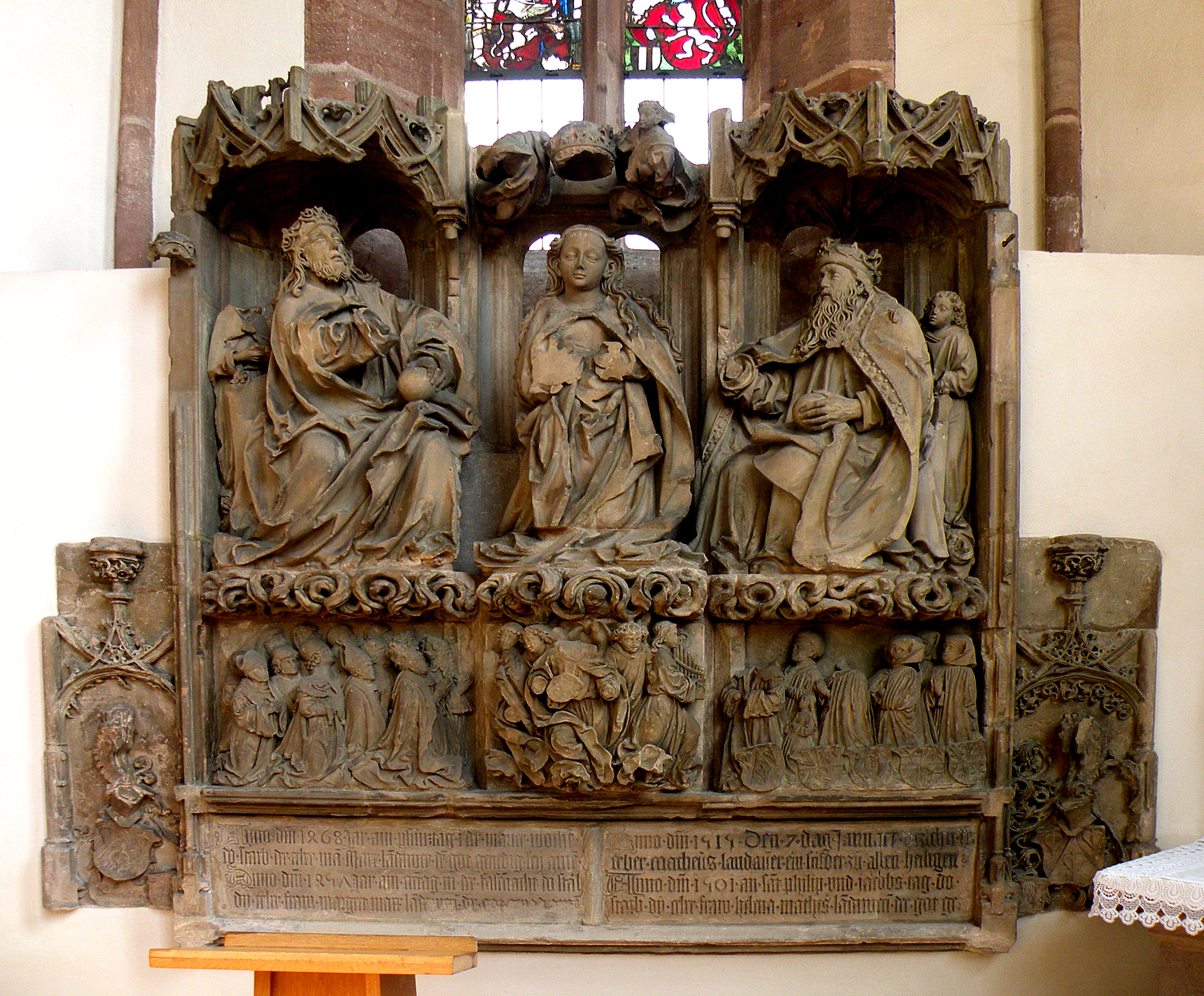
Adam Kraft, Koronacja Marii, fragment epitafium Landauera w kościele Św. Idziego w Norymberdze

Obecne retabulum jest zaledwie częścią historycznego założenia ołtarza głównego. Niegdyś stanowił swego rodzaju syntezę sztuk plastycznych (architektury, rzeźby, malarstwa i rzemiosła artystycznego) oraz mieniło się pluralizmem materii (drewno, kamień, złoto, srebro, mosiądz). Zaginęło pierwotne zwieńczenie, które w tradycji późnogotyckiego retabulum ołtarzowego tworzyły elementy architektoniczne, częstokroć przenikające z rzeźbiarskimi. Kwatery awersów skrzydeł bocznych uroczystego otwarcia były wypełnione srebrnymi figurkami. Zaginęły też mosiężne lichtarze.
Retabulum jest przykładem syntezy tradycji gotyckiej z północnoeuropejskim renesansem. Przewaga form gotyckich widoczna jest w snycerskie, natomiast w malowidłach uwidacznia się południowoniemiecka redakcja form włoskich. Exemplum gratia jest główna scena Koronacji Marii, gdzie widoczna jest recepcja miedziorytu Albrechta Dürera, o tym samym tytule z cyklu Żywot Marii (całość liczy 20 rycin) wykonanego w latach 1519-20, a ponadto w dziele Adama Krafta, epitafium Landauera znajdującego się w norymberskim kościele Św. Idziego wykonanym w 1503 roku. Ponadto wpływ na kształt poszczególnych scen miały obrazy i grafiki Hansa Burgkmaira.